# Калвин Кулиџ
Џон Калвин Кулиџ (енгл. John Calvin Coolidge; Плимут, 4. јул 1872 — Нортхемптон, 5. јануар 1933), познатији као Калвин Кулиџ, био је тридесети председник Сједињених Америчких Држава (1923—1929).
Кулиџ је био републиканац и адвокат из Вермонта. Политичку каријеру градио је у Масачусетсу. Његово деловање током Бостонског штрајка полиције 1919. донело му је популарност на националном нивоу. Убрзо након тога постао је двадесет девети потпредседник САД, а председник је постао након смрти Ворена Хардинга, да би потом био и изабран на ту функцију на председничким изборима 1924.